# Orcaenas ivoiri
Orcaenas ivoiri är en insektsart som beskrevs av Asche 1988. Orcaenas ivoiri ingår i släktet Orcaenas och familjen sporrstritar. Inga underarter finns listade i Catalogue of Life.